# Anna Negri
Anna Negri (Venezia, 9 dicembre 1964) è una regista e sceneggiatrice italiana, che lavora in ambito cinematografico e televisivo.

## Biografia
Poco più che maggiorenne si trasferisce a Parigi, dove inizia la sua gavetta come assistente alla regia; successivamente si trasferisce nei Paesi Bassi dove studia presso l'Accademia delle Belle Arti di Groninga. La sua formazione europea continua a Londra, dove si laurea in cinema al London College of Printing e ottiene un Master presso il Royal College of Arts. Durante quel periodo realizza diversi cortometraggi e documentari.
Tornata in Italia, debutta alla regia con il film In principio erano le mutande, tratto da un romanzo di Rossana Campo, una commedia presentata al Festival di Berlino nella sezione Forum.
Negli anni seguenti lavora per la televisione, dirigendo qualche episodio della soap opera Un posto al sole e i film TV L'altra donna e La doppia vita di Natalia Blum. In merito a La doppia vita di Natalia Blum, che apre su Rai 2 la seconda serie di Crimini, dichiara: «La serie ha fatto emergere giovani registi e sarebbe bello che ci fosse uno svecchiamento nella televisione, un'operazione come questa dimostra che si possono osare linguaggi nuovi: è tutto possibile volendo».
Nel 2008 dirige Riprendimi, un mockumentary distribuito da Medusa Film. Riprendimi viene presentato al Sundance Film Festival e candidato al premio della giuria. Nel 2009 esce con Feltrinelli il suo libro autobiografico Con un piede impigliato nella storia, in cui racconta le vicende della sua famiglia dal 1968 al 1983, strettamente connesse alle vicissitudini politiche e giudiziarie del padre, il filosofo marxista Toni Negri, fondatore e militante delle organizzazioni politiche extraparlamentari Potere Operaio e Autonomia Operaia, e della sua prima consorte Paola Meo. 
Nel 2018 dirige, con Andrea De Sica, la serie televisiva italiana Baby, distribuita da Netflix. Nel 2021 dirige, con Leonardo D'Agostini, la serie Netflix Luna Park, scritta da Isabella Aguilar e prodotta da Fandango.

## Filmografia

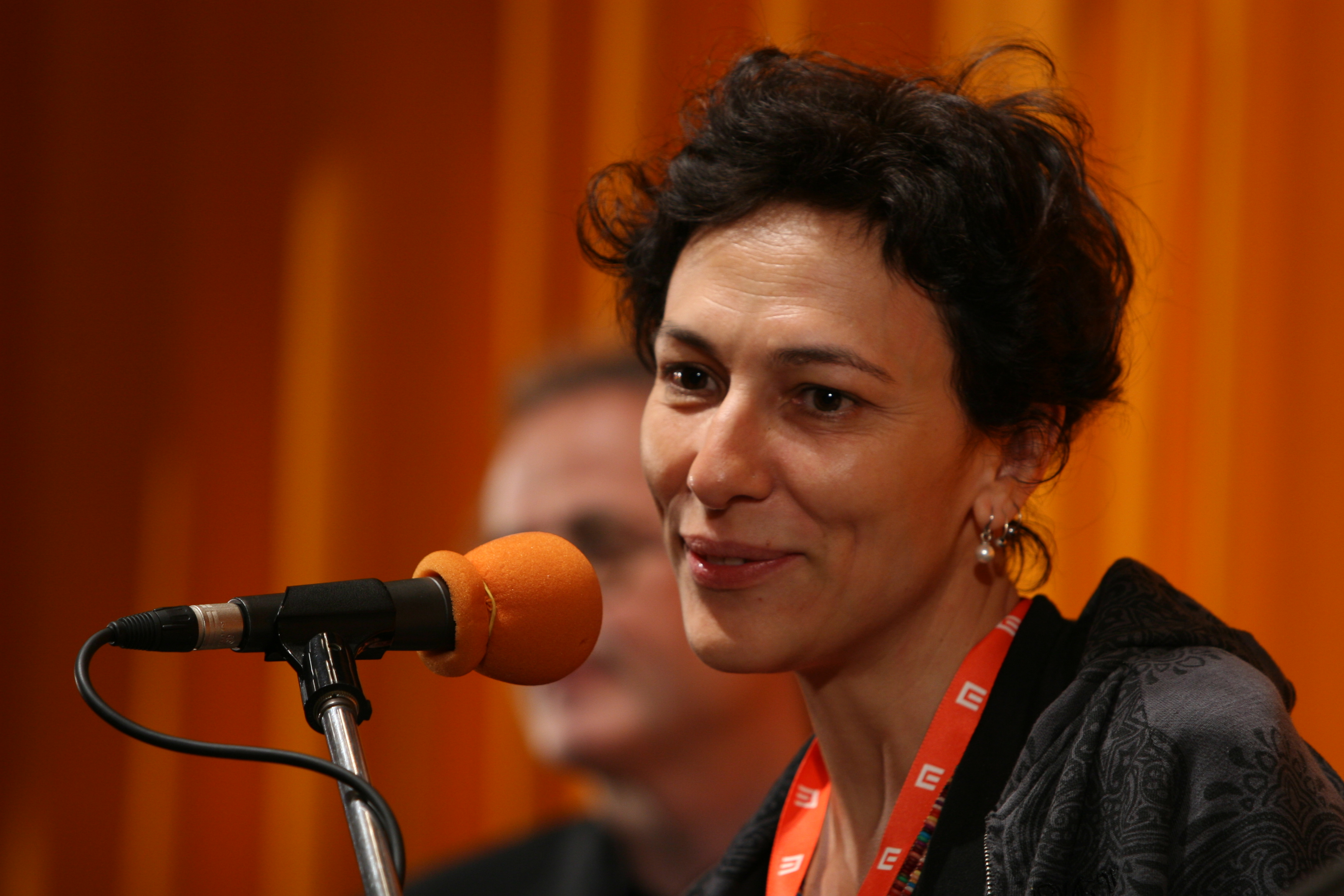
Anna Negri, Karlovy Vary IFF (2008)

- All at Sea – cortometraggio (1994)
- In principio erano le mutande (1999)
- L'altra donna – film TV (2002)
- C'era una volta a Essaouira (2007)
- Riprendimi (2008)
- Crimini – serie TV, 1 episodio (2009)
- L'amore proibito – film TV (2011)
- A fari spenti nella notte – film TV (2012)
- Fuori – cortometraggio (2015)
- Baby – serie TV, 2 episodi (2018)
- Luna Park – serie TV, 3 episodi (2021)